# بیل انگوال
بیل انگوال (انگلیسی: Bill Engvall؛ زادهٔ ۲۷ ژوئیهٔ ۱۹۵۷) هنرپیشه، خواننده و مجری تلویزیون اهل ایالات متحده آمریکا است.
از فیلم‌ها یا برنامه‌های تلویزیونی که وی در آن نقش داشته است می‌توان به تختخواب و صبحانه، مهمانی هیولاها و در عشق هر چیزی به حق است اشاره کرد.